# Biatlon na Zimních olympijských hrách 2022 – smíšená štafeta
Biatlonový závod smíšených štafet na 4 x 6 km na Zimních olympijských hrách 2022 v čínském Pekingu se konal v Čang-ťia-kchou běžeckém a biatlonovém centru 5. února 2022 jako úvodní závod biatlonového olympijského programu.
Zlatou medaili z předcházejících olympijských her obhajoval francouzský tým, který dojel druhý, když v cílové rovince prohrál souboj s norskou štafetou ve složení Marte Røiselandová, Tiril Eckhoffová, Tarjei Bø a Johannes Thingnes Bø. Norové navázali na triumf z roku 2014. Třetí místo obsadili ruští biatlonisté závodníci pod neutrální vlajkou.

## Program
| Datum         | Zahájení (UTC+8) | Zahájení (SEČ) | Fáze závodu |
| ------------- | ---------------- | -------------- | ----------- |
| 5. února 2022 | 17:00            | 10:00          | Finále      |

## Průběh závodu
Smíšené štafety se zúčastnilo 20 týmů, které v teplotách klesajících pod –12 °C měly problémy hlavně na nevyzpytatelné střelnici. Při první střelbě musel na trestné kolo německý tým a do čela se dostala Italka Lisa Vittozziová. 

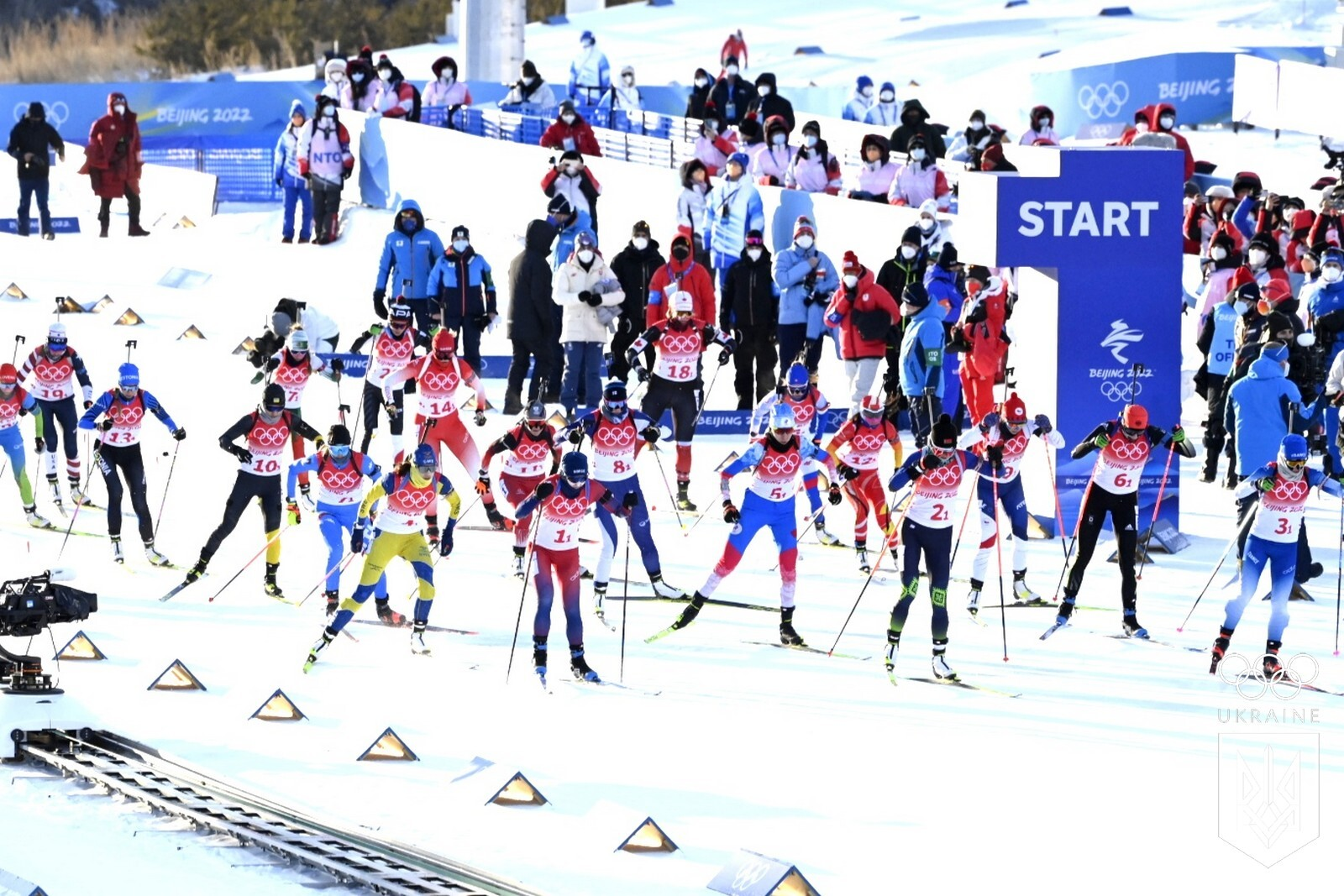
Start závodu

 Při první předávce pak jelo v čele Norsko s malým náskokem před Itálií a Běloruskem. Norka Tiril Eckhoffová však musela na celkem tři trestná kola a do třetího úseku tak odjížděla v čele Francie těsně před Itálií, za kterou jel Thomas Bormolini. Ten však na třetím úseku ztrácel a Émilien Jacquelin z Francie se držel v čele s půlminutovým náskokem před Švédskem. Při šesté střelbě však musel na dva trestné okruhy a do vedení se dostal Alexandr Loginov z Ruska (které bylo z důvodu předcházejícího dopingu vedené jako Olympijští sportovci z Ruska) nejdříve před Američany, pak před Švédy a Francouzi. Mezitím se z šesté pozice zlepšovali Norové, nejdříve se o to na třetím úseku zasloužil Tarjei Bø a na posledním jeho bratr Johannes Thingnes Bø. Po předposlední střelbě vedl Rus Eduard Latypov o 22 vteřin před Nory a Francouzi reprezentovanými Quentinem Fillonem Mailletem. Rus běžecky mírně ztrácel, přesto do poledního kola odjížděl s dvouvteřinovým náskokem před Francouzem a desetivteřinovým před Norem. Ti jej v polovině kola dojeli, drželi se za ním a před stadionem jej předjeli. Johannesi Bø se to povedlo dříve, a tak zvítězil necelou vteřinu před Francií, za nimiž dojelo bronzové Rusko o půl vteřiny.
Česku štafetu rozjížděla Jessica Jislová, která udělala na střelnici pět chyb, ale i díky dobrému běhu předávala na sedmém místě. Markéta Davidová střílela lépe, ale pomalu běžela a klesla o dvě pozice. Trenér české reprezentace Ondřej Rybář se pak po závodě Davidové za servisní tým omluvil a uznal, že její lyže nebyly dostatečně připraveny. Olympijský debutant Mikuláš Karlík však musel na celkem tři trestná kola a propadl se na 14. místo. Na posledním úseku už byly rozestupy mezi štafetami tak velké, že Michal Krčmář dokázal přes dobrý běh zlepšit postavení české štafety jen na 12. pozici v cíli. Češi s bilancí 3 trestná kola a 17 dobíjených nábojů stříleli (spolu s Kanadou) nejhůře ze všech. Nedařilo se ale i ostatním: jediné týmy, které nemusely na trestné kolo, byli čtvrtí Švédové a patnáctí Číňané.

## Výsledky
| Pořadí                                                            | Č. | Stát                                                                                                  | Čas                                       | Střelba (L+S)                            | Ztráta  |
| ----------------------------------------------------------------- | -- | --- | ----------------------------------------- | ---------------------------------------- | ------- |
| 1                                                                 | 1  | Norsko · Marte Olsbuová Røiselandová · Tiril Eckhoffová · Tarjei Bø · Johannes Thingnes Bø            | 1:06:45,6 17:18,6 19:12,6 15:31,1 14:43,3 | 1+6 2+7 0+1 0+0 1+3 2+3 0+0 0+3 0+2 0+1  |         |
| 2                                                                 | 3  | Francie · Anaïs Chevalierová-Bouchetová · Julia Simonová · Émilien Jacquelin · Quentin Fillon Maillet | 1:06:46,5 18:43,7 17:17,7 15:56,3 14:48,8 | 0+5 3+6 0+2 1+3 0+2 0+0 0+0 2+3 0+1 0+0  | +0,9    |
| 3                                                                 | 5  | Sportovci ROV · Uljana Nigmatullinová · Kristina Rezcovová · Alexandr Loginov · Eduard Latypov        | 1:06:47,1 18:16,0 18:46,1 14:38,3 15:06,7 | 0+4 1+9 0+2 0+3 0+1 1+3 0+0 0+2 0+1 0+1  | +1,5    |
| 4.                                                                | 4  | Švédsko · Hanna Öbergová · Elvira Öbergová · Martin Ponsiluoma · Sebastian Samuelsson                 | 1:07:26,6 18:02,6 18:13,8 15:41,1 15:29,1 | 0+7 0+6 0+2 0+1 0+3 0+2 0+0 0+3 0+2 0+0  | +41,0   |
| 5.                                                                | 6  | Německo · Vanessa Voigtová · Denise Herrmannová · Benedikt Doll · Philipp Nawrath                     | 1:07:51,1 19:37,1 18:00,0 15:23,0 14:51,0 | 1+10 1+8 1+3 1+3 0+3 0+3 0+3 0+1 0+1 0+1 | +1:05,5 |
| 6.                                                                | 2  | Bělorusko · Dzinara Alimbekavová · Hanna Solová · Mikita Labastau · Anton Smolski                     | 1:08:00,2 17:49,8 19:05,0 15:32,8 15:32,6 | 0+6 2+8 0+1 0+1 0+3 2+3 0+0 0+2 0+2 0+2  | +1:14,6 |
| 7.                                                                | 19 | Spojené státy americké · Susan Dunkleeová · Clare Eganová · Sean Doherty · Paul Schommer              | 1:08:58:3 18:52:3 17:38:8 15:27:8 16:59:4 | 1+8 0+4 0+3 0+2 0+1 0+0 1+3 0+2          | +2:12:7 |
| 8.                                                                | 14 | Švýcarsko · Amy Basergová · Lena Häckiová · Benjamin Weger · Sebastian Stalder                        | 1:09:06:0 18:39:9 18:44:0 15:23:8 16:18:3 | 2+6 0+5 1+3 0+1 0+0 0+1 0+0 0+2          | +2:20:4 |
| 9.                                                                | 7  | Itálie · Lisa Vittozziová · Dorothea Wiererová · Thomas Bormolini · Lukas Hofer                       | 1:09:25:3 17:35:3 18:30:2 16:23:0 16:56:8 | 0+4 2+10 0+0 0+1 0+1 0+3 0+0 1+3 0+3 1+3 | +2:39:7 |
| 10.                                                               | 11 | Rakousko · Julia Schwaigerová · Lisa Hauserová · Simon Eder · Felix Leitner                           | 1:09:44:2 19:25:7 18:41:6 15:49:8 15:47:1 | 1+6 1+7 0+2 1+3 1+3 0+0 0+1 0+3 0+0 0+1  | +2:58:6 |
| 11.                                                               | 8  | Finsko · Suvi Minkkinenová · Mari Ederová · Tero Seppälä · Olli Hiidensalo                            | 1:10:06:7 19:24:1 18:14:2 15:12,5 17:15,9 | 1+6 0+6 0+0 0+0 0+2 0+3 0+1 0+0 1+3 0+3  | +3:21,1 |
| 12.                                                               | 9  | Česko · Jessica Jislová · Markéta Davidová · Mikuláš Karlík · Michal Krčmář                           | 1:10:20,2 18:40,2 18:44,1 17:11,7 15:44,2 | 2+7 1+10 0+3 0+2 0+0 0+3 2+3 1+3 0+1 0+2 | +3:34,6 |
| 13.                                                               | 10 | Ukrajina · Valentina Semerenková · Julija Džymová · Artem Pryma · Dmytro Pidručnyj                    | 1:10:21,7 20:46,4 17:50,2 15:45,1 16:00,0 | 3+9 1+6 2+3 1+3 0+0 0+2 0+3 0+1 1+3 0+0  | +3:36,1 |
| 14.                                                               | 18 | Kanada · Sarah Beaudryová · Emma Lunderová · Christian Gow · Scott Gowo                               | 1:11:12,4 19:48,9 18:48,1 16:30,5 16:04,9 | 0+5 3+12 0+1 0+3 0+3 2+3 0+0 1+3         | +4:26,8 |
| 15.                                                               | 12 | Čína · Fan-čchi Meng · Jüan-meng Čchu · Jen Sing-jüan · Čcheng Fang-ming                              | 1:11:28,1 19:15,9 19:46,1 16:20,4 16:05,7 | 0+3 0+9 0+0 0+3 0+3 0+2 0+0 0+2          | +4:42,5 |
| 16.                                                               | 13 | Estonsko · Regina Ojová · Tuuli Tomingasová · Rene Zahkna · Kristo Siimer                             | 1:11:56,5 18:50,6 19:19,0 16:13,1 17:33,8 | 0+8 1+6 0+3 0+1 0+0 1+3 0+2 0+0 0+3 0+2  | +5:10,9 |
| 17.                                                               | 15 | Slovensko · Ivona Fialková · Paulína Fialková · Michal Šíma · Tomáš Sklenárik                         | LAP 19:59,3 19:45,2 0                     | 3+3 0+3 1+3 0+1 5+3                      | +9:59,6 |
| 18.                                                               | 20 | Japonsko · Fujuko Tačizakiová · Sari Maedaová · Cukasa Kobonoki · Kosuke Ozaki                        | LAP 19:53,9 0                             | 0+3 0+3 0+2 3+3                          | +9:59,7 |
| 19.                                                               | 17 | Bulharsko · Milena Todorová · Maria Zdravková · Vladimir Iliev · Dimitar Gerdzhikov                   | LAP 19:38,6 0                             | 0+2 1+3 0+1 2+3                          | +9:59,8 |
| 20.                                                               | 16 | Slovinsko · Polona Klemenčičová · Živa Klemenčičová · Jakov Fak · Miha Dovžan                         | LAP 19:15,0 0                             | 0+1 0+3 3+3 1+3                          | +9:59,9 |
| zdroj: Č. – startovní číslo týmu, LAP – tým byl předběhnut o kolo |    | |                                           |                                          |         |